# Булгат-Ірзу
Булгат-Ірзу (рос. Булгат-Ирзу) — село у Ножай-Юртовському районі Чечні Російської Федерації.
Населення становить 1059 осіб. Входить до складу муніципального утворення Даттахське сільське поселення.

## Історія
Згідно із законом від 20 лютого 2009 року органом місцевого самоврядування є Даттахське сільське поселення.

## Населення
| 1990 | 2002 | 2010  |
| ---- | ---- | ----- |
| 640  | ↗977 | ↗1059 |